# Engeried
Engeried (berndeutsch Ängiried [æŋiˈɾiə̯d̥]) ist ein statistischer Bezirk und zugleich ein kleineres zugehöriges gebräuchliches Quartier im Stadtteil Länggasse-Felsenau (II). Zum statistischen Bezirk gehören ausserdem noch Burgerheim, Viererfeld und Vordere Engehalde. Im Osten wird er durch die Aare begrenzt, im Norden liegt der Kleine Bremgartenwald. Die westliche Grenze ist die Neubrückstrasse, im Süden reicht er bis zum Bollwerk und der Lorrainebrücke.
Das kleinere gebräuchliche Quartier grenzt an Brückfeld, Hochfeld und Neufeld sowie an Burgerheim und Viererfeld.
Im Jahr 2022 lebten im statistischen Bezirk 1134 Einwohner, davon 957 Schweizer und 177 Ausländer. Im kleineren gebräuchlichen Quartier wurden 809 Einwohner, davon 683 Schweizer und 126 Ausländer angegeben.
Im Bezirk liegen das Engeried-Spital, das Alters- und Pflegeheim Burgerspittel und das Hotel Innere Enge mit seiner Gastronomie und diversen Veranstaltungen, besonders den Jazzkonzerten in Marians Jazzroom im Gewölbekeller des Hotels. Auch das alternative Kulturzentrum «Reitschule» liegt im Bezirk.
Eine neue Überbauung wird auf dem Viererfeld/Mittelfeld geplant. Sie soll 3000 Bewohner haben und gehört zu den grössten Bauvorhaben von Bern in den kommenden Jahren. Der städtebauliche Wettbewerb wurde im Januar 2019 abgeschlossen.
Das gebräuchliche Quartier wird durch eine ältere Wohnbebauung in Form von Mehrfamilien- und wenigen Reihenhäusern bestimmt.
Die städtischen Buslinien 11 und 21 verbinden das Quartier mit dem Zentrum.